# Ulrich Konrad
Ulrich Aloysius Konrad (sinh ngày 14 tháng 8 năm 1957) là một nhà âm nhạc học người Đức và là giáo sư tại Viện Nghiên cứu Âm nhạc của Đại học Würzburg. Ông được coi là một chuyên gia nghiên cứu về âm nhạc của châu Âu thế kỷ 17 đến thế kỷ 20, đặc biệt là các tác phẩm của Mozart, Robert Schumann, Richard Wagner và Richard Strauss. Ông đã viết một cuốn tiểu sử có tên là Wolfgang Amadé Mozart và nghiên cứu các bản phác thảo của nhà soạn nhạc này.

## Sự nghiệp
Konrad sinh ra ở Bonn. Ông theo học các ngành âm nhạc, nghiên cứu Đức và lịch sử tại Đại học Bonn và Viên. Luận án tiến sĩ của ông năm 1983 đề cập đến nhà soạn nhạc kiêm nhạc trưởng Otto Nicolai, người có ảnh hưởng đến việc sáng tác và thực hành biểu diễn của dàn nhạc vào giữa thế kỷ 19 với sự thành lập của Dàn nhạc giao hưởng Viên. Konrad hoàn thành thủ tục nhận bằng vào năm 1991 tại Đại học Göttingen với một nghiên cứu về phong cách sáng tạo của Mozart. Sau đó ông đã giảng dạy với tư cách là giáo sư âm nhạc tại Hochschule für Musik Freiburg ở Freiburg im Breisgau từ năm 1993, và năm 1996 ông trở thành giáo sư âm nhạc tại Đại học Würzburg. Ông là chủ tịch của Học viện Nghiên cứu Mozart của Đại học Mozarteum Salzburg, đồng thời là giám đốc dự án của Robert Schumann Complete Edition và Richard Wagner Schriosystem (RWS).

## Nghiên cứu
Konrad đã nghiên cứu rất kỹ các tác phẩm của Mozart. Cuốn tiểu sử của ông mang tên Wolfgang Amadé Mozart ra mắt vào năm 2005 và được xuất bản bởi Bärenreiter. Nhìn vào các bản phác thảo và dấu tích bản nhạc, Konrad đã có thể đưa ra kết luận về phương pháp sáng tác của Mozart. Ông nhận thấy rằng Mozart đã lên kế hoạch cho các sáng tác của mình kỹ lưỡng hơn nhiều so với những gì đã giả định trước đây, trải qua một số giai đoạn phát triển. Ông đã công bố những phát hiện này trong một cuốn sách chuyên khảo vào năm 1991 và cũng xuất bản các ấn bản có chú thích của tất cả các bản phác thảo và các bản nháp âm nhạc của Mozart.
Konad cũng đã nghiên cứu về âm nhạc hòa tấu của thế kỷ 17 cũng như lịch sử và phương pháp luận của âm nhạc học.

## Vinh danh
Năm 1996, Konrad được trao tặng Huân chương Dent. Vào tháng 1 năm 1999, ông nhận được Huy chương Bạc Mozart từ Quỹ Mozarteum Quốc tế Salzburg cho công trình tiêu chuẩn của ông về phong cách sáng tác của Mozart và ấn bản hoàn chỉnh các bản phác thảo của Mozart. Năm 2001, Konrad là nhà âm nhạc học đầu tiên và duy nhất cho đến nay nhận được Giải thưởng Gottfried Wilhelm Leibniz.
Konrad là thành viên của Học viện Khoa học và Nhân văn Bavaria, Học viện Khoa học Leopoldina và Viện hàn lâm Europaea cũng như thông tín viên của Học viện Wissenschaosystem zu Göttingen và Học viện Wissenschaosystem und der Literatur. Năm 2017, ông nhận được Huân chương Công đức Thánh giá Sĩ quan của Cộng hòa Liên bang Đức.

## Ấn phẩm
- Konrad, Ulrich (2004). Johann Sebastian Bach im Wien der Schubert-Zeit: Akademievorlesung, gehalten am 13. Januar 2004 (bằng tiếng Đức). Hamburg Göttingen: Joachim Jungius-Gesellschaft der Wissenschaften In Kommission beim Verlag Vandenhoeck & Ruprecht. ISBN 978-3-525-86328-2. OCLC 57730242.
- Konrad, Ulrich (2014). Werkstattblicke: Haydn, Beethoven und Wagner beim Komponieren beobachtet (bằng tiếng Đức). Mainz Stuttgart: Akademie der Wissenschaften und der Literatur Steiner. ISBN 978-3-515-10823-2. OCLC 885181033.
- (với tư cách chủ biên: Kirchenmusikalisches Jahrbuch des Allgemeiner Cäcilien-Verband für Deutschland, Regensburg.[10]
- Zwischen Exzellenzinitiative und Massenbetrieb: Quo vadis Universität, trong KDStV Cheruscia Würzburg [de] -Blätter. tập 92, 2015, tr. 12–22.